# トレイ・ポーター
トレイ・ポーター（Trey Porter, 1996年6月24日 - ）は、バージニア州ダンフリーズ出身のプロバスケットボール選手。ポジションはパワーフォワード兼センター。現在はB2リーグのアルティーリ千葉に所属している。

## 来歴
アメリカ合衆国生まれ、ネバダ大学出身。2019年にハンガリーでプロキャリアをスタートさせる。

### ブルガリアでのキャリア(2020-2022)
2020年9月、ナショナルバスケットボールリーグ（英語版）とFIBAヨーロッパカップに所属するRilski Sportistと契約を結んだ。国内リーグでは24試合に出場し、1試合平均17.5分の出場で、10.7得点、7.5リバウンド、1.3ブロック、プレーオフでは10試合に出場し、9.9得点、6.3リバウンド、1.1ブロック、FIBAヨーロッパカップでは4試合に出場し、1試合平均13.3分の出場で、4.5得点、2.5リバウンド、1.0ブロックという成績を残した。
2021年8月24日、Rilski Sportistとの再契約が発表された。国内リーグでは24試合に出場し1試合平均23.1分の出場で、15.4得点、9.9リバウンド、1.4ブロック、フィールドゴール成功率77.3パーセント、フリースロー成功率74.1パーセント、プレーオフでは9試合に出場し、1試合平均28.0分の出場で、12.2得点、8.1リバウンド、1.2アシスト、フィールドゴール成功率69.7パーセント、FIBAヨーロッパカップでは6試合に出場し1試合平均28.0分の出場で、15.7得点、7.7リバウンド、フリースロー成功率74.1パーセントという成績を残した。

### 日本でのキャリア(2022-)
2022年にはトロント・ラプターズの一員としてNBAサマーリーグに参加。2022-23シーズンから2023-24シーズンまでB.LEAGUE・西宮ストークスに所属し、1年目の2022-23シーズンはB2ブロック王に輝いた。
2024年6月17日にアルティーリ千葉と契約を結んだ。

## 人物

### 選手としての特徴
2022-23シーズンに加入した西宮ストークスは「ブルガリアリーグではMVPにも輝いた経験を持つ、フレッシュなビッグマンが加入。豊富な運動量に加え、速攻の先頭を走る走力も持ち合わせており、さらにはリムプロテクターとしての活躍にも期待がかかります！熱いプレーと甘いマスクでストークスに勝利を引き寄せるポーター選手の活躍にご期待ください！」と評価している。